# Allende puyehuensis
Allende puyehuensis är en spindelart som beskrevs av A[ac. acute och lvarez-Padilla 2007. Allende puyehuensis ingår i släktet Allende och familjen käkspindlar. Inga underarter finns listade i Catalogue of Life.